# Esakiozephyrus dohertyi
Esakiozephyrus dohertyi is een vlinder uit de familie van de Lycaenidae. De wetenschappelijke naam van de soort werd als Zephyrus dohertyi in 1889 gepubliceerd door De Nicéville.